# Linia kolejowa Zdice – Protivín
Linia kolejowa Zdice – Protivín (Linia kolejowa nr 200 (Czechy)) – jednotorowa, częściowo zelektryfikowana linia kolejowa o znaczeniu krajowym w Czechach. Łączy Zdice i Protivín. Przebiega przez terytorium kraju środkowoczeskiego i południowoczeskiego.